# Az Osztrák–Magyar Monarchia díszművei

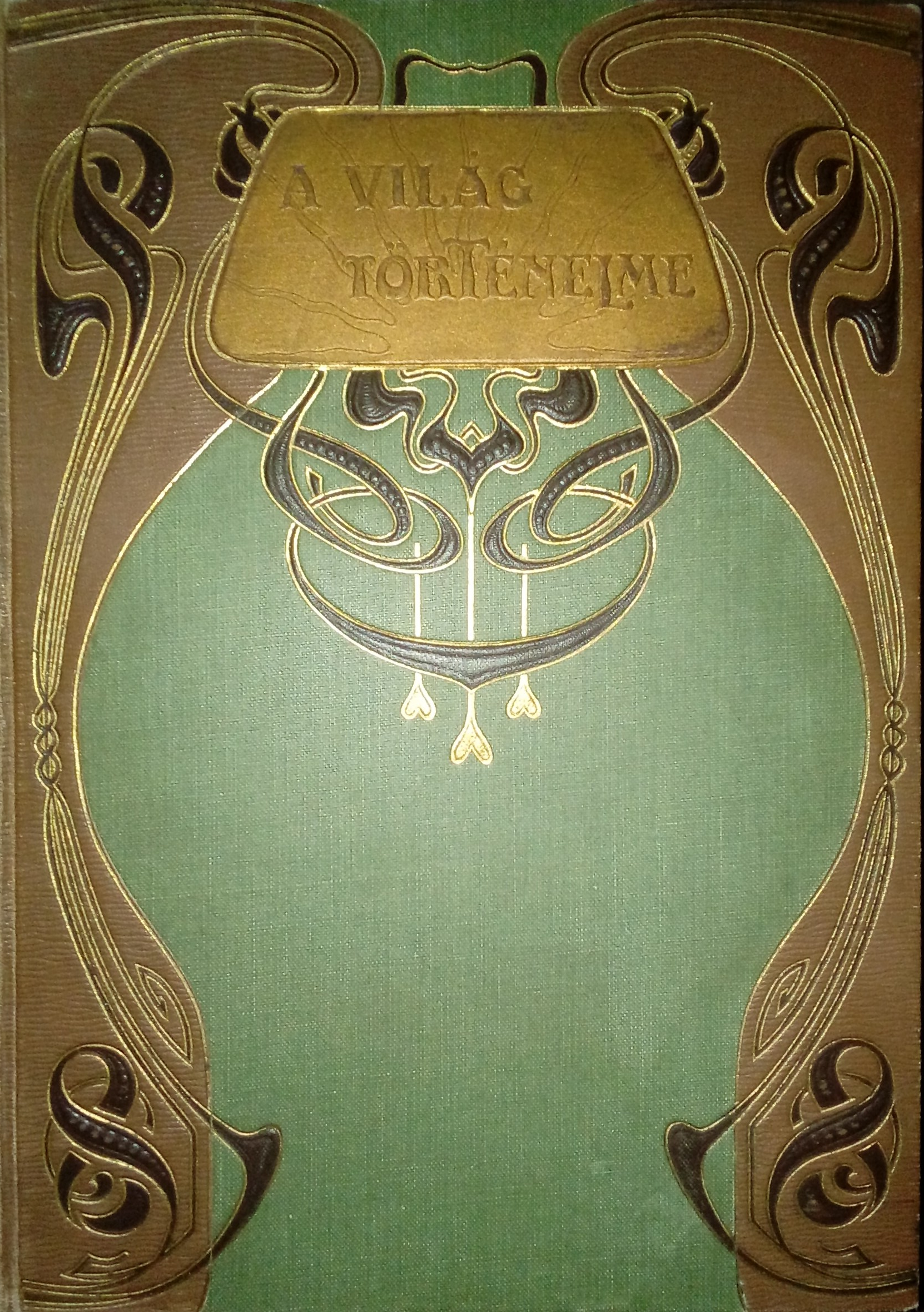
Az Endrei Zalán-féle világtörténelem egyike volt a kor nagy díszműveinek

Az alábbi lista az Osztrák–Magyar Monarchia időszakában kiadott magyar nyelvű, díszes kötéssel, igényes szedéssel, általában illusztrációkkal, mellékletekkel ellátva jó minőségű papírra nyomott úgynevezett díszműveket sorolja fel.

## Enciklopédiák
| Kép | Szerző      | Cím                         | Kötetszám | Kiadó                             | Megjelenési hely | Megjelenési idő |
| --- | ----------- | --------------------------- | --------- | --------------------------------- | ---------------- | --------------- |
|     | több szerző | A Műveltség Könyvtára       | 11        | Athenaeum Irodalmi és Nyomdai Rt. | Budapest         | 1905–1913       |
|     | több szerző | A magyar család aranykönyve | 3         | Athenaeum Irodalmi és Nyomdai Rt. | Budapest         | 1909–1911       |

## Lexikonok
| Kép | Szerző      | Cím                        | Kötetszám | Kiadó                                                        | Megjelenési hely | Megjelenési idő |
| --- | ----------- | -------------------------- | --------- | ------------------------------------------------------------ | ---------------- | --------------- |
|     | több szerző | Magyar lexikon             | 16        | több kiadó, végül a Pallas Irodalmi és Nyomdai Rt.           | Budapest         | 1879–1885       |
|     | több szerző | Az Athenaeum kézi lexikona | 2         | Athenaeum Irodalmi és Nyomdai Rt.                            | Budapest         | 1893            |
|     | több szerző | A Pallas nagy lexikona     | 16 + 2    | Pallas Irodalmi és Nyomdai Rt.                               | Budapest         | 1893–1900       |
|     | több szerző | Közgazdasági lexikon       | 3         | Pallas Irodalmi és Nyomdai Rt.                               | Budapest         | 1898–1901       |
|     | több szerző | Magyar jogi lexikon        | 6         | Pallas Irodalmi és Nyomdai Rt.                               | Budapest         | 1898–1906       |
|     | több szerző | A Franklin kézi lexikona   | 3         | Franklin Társulat Magyar Irodalmi Intézet és Könyvnyomda Rt. | Budapest         | 1911–1912       |
|     | több szerző | Tolnai világlexikona       | 8         | Magyar Kereskedelmi Közlöny Hírlap- és Könyvkiadó-vállalat   | Budapest         | 1912–1919       |

## Történelmi művek

### Egyetemes történelem
| Kép | Szerző                 | Cím                                   | Kötetszám | Kiadó | Megjelenési hely | Megjelenési idő |
| --- | ---------------------- | ------------------------------------- | --------- | --- | ---------------- | --------------- |
|     | több szerző            | Világtörténelem                       | 8 + 1     | Mehner Vilmos kiadása | Budapest         | 1879–1885       |
|     | Franz Joseph Holzwarth | Világtörténet                         | 9         | Csanád-Egyházmegyei nyomda | Budapest         | 1887–1892       |
|     | Johann Baptist Weiss   | Világtörténet                         | 22        | magánkiadás | Budapest         | 1896–1905       |
|     | több szerző            | Nagy képes világtörténet              | 10        | Franklin Társulat Magyar Irodalmi Intézet és Könyvnyomda Rt. és a Révai Testvérek Irodalmi Intézet Részvénytársaság közös kiadása | Budapest         | 1898–1905       |
|     | több szerző            | A világ történelme                    | 6         | «Globus» Műintézet és Kiadóvállalat Rt.                                                                                           | Budapest         | 1906–1908       |
|     | Heinrich Graetz        | A zsidók egyetemes története          | 6         | Phönix Irodalmi Részvénytársaság                                                                                                  | Budapest         | 1906–1908       |
|     | több szerző            | Tolnai Világtörténelme                | 10        | Magyar Kereskedelmi Közlöny Hírlap és Könyvkiadó Vállalat                                                                         | Budapest         | 1908–1912       |
|     | több szerző            | A Nagy Francia Forradalom és Napoleon | 5         | Országos Monográfia Társaság | Budapest         | 1911            |
|     | több szerző            | Évezredek története                   | 6         | A Szabad Szó és a Képes Világlap kiadása                                                                                          | Budapest         | 1913–1918       |
|     | több szerző            | Forradalom és császárság              | 8         | Singer és Wolfner Kiadása | Budapest         | 1913–1914       |
|     | Zigány Árpád           | Tolnai: A világháború története       | 5         | Magyar Kereskedelmi Közlöny Hírlap és Könyvkiadó Vállalat                                                                         | Budapest         | 1915–1920       |
|     | szerk. Lándor Tivadar  | A nagy háború írásban és képben       | 7         | Athenaeum Irodalmi és Nyomdai Rt.                                                                                                 | Budapest         | 1915–1926       |

### Magyar történelem
| Kép | Szerző              | Cím                                                                  | Kötetszám | Kiadó                                                                       | Megjelenési hely | Megjelenési idő |
| --- | ------------------- | -------------------------------------------------------------------- | --------- | --------------------------------------------------------------------------- | ---------------- | --------------- |
|     | több szerző         | A magyar nemzet története                                            | 10        | Athenaeum Irodalmi és Nyomdai Rt.                                           | Budapest         | 1894–1898       |
|     | Gracza György       | Az 1848–49-iki Magyar Szabadságharcz Története                       | 5         | Lampel Róbert (Wodianer Fülöp és Fiai) Császári és Királyi Könyvkereskedése | Budapest         | 1894–1898       |
|     | Varga Ottó          | Magyarország története                                               | 1         | szerzői magánkiadás                                                         | Budapest         | 1895            |
|     | több szerző         | Ezernyolczszáz negyvennyolcz – A magyar szabadságharcz 1848-49-ben   | 1         | Révai Testvérek Irodalmi Intézet Rt.                                        | Budapest         | 1896            |
|     | több szerző         | A magyar nemzet története                                            | 4         | Lampel Róbert (Wodianer Fülöp és Fiai) Császári és Királyi Könyvkereskedése | Budapest         | 1896–1897       |
|     | több szerző         | Nemzeti dicsőségünk – Fényes korszakok a magyar nemzet történelméből | 1         | Nemzeti Dicsőségünk Kiadó Vállalata                                         | Budapest         | 1900            |
|     | Acsády Ignác        | A magyar birodalom története                                         | 2         | Athenaeum Irodalmi és Nyomdai Rt.                                           | Budapest         | 1903–1904       |
|     | Dolinay Gyula       | Történelmi arcképcsarnok                                             | 1         | ?                                                                           | Budapest         | 1909            |
|     | szerk. Szász József | Politikai Magyarország                                               | 4         | Anonymus Történelmi Könyvkiadó Vállalat                                     | Budapest         | 1912–1914       |